# Jennifer Cesar
Jennifer Mariana Cesar Salazar, née le 26 mai 1989, est une coureuse cycliste venezuelienne. Active sur route et sur piste, elle est championne du Venezuela sur route en 2015 et 2017 et du contre-la-montre en 2017, et médaillée en poursuite par équipe lors de compétitions continentales.

## Palmarès sur route
- 2013
  - 3e du championnat du Venezuela du contre-la-montre
- 2014
  -  Médaillée d'argent de la course sur route des Jeux sud-américains
- 2015
  -  Championne du Venezuela sur route
  -  Championne du Venezuela du contre-la-montre
  - 2e de la Coupe de la fédération vénézuélienne de cyclisme
  - 5e du championnat panaméricain sur route
- 2016
  - 3e du championnat du Venezuela sur route
- 2017
  -  Championne du Venezuela sur route
  - 3e du championnat du Venezuela du contre-la-montre
- 2018
  - 2e du Grand Prix ICODER
- 2022
  -  Médaillée d'or de la course en ligne aux Jeux sud-américains

## Palmarès sur piste

### Championnats panaméricains
- 2013
  -  Médaillée de bronze de la poursuite par équipes
- 2014
  -  Médaillée de bronze de la poursuite par équipes

### Jeux sud-américains
- Cochabamba 2018
  -  Médaillée de bronze de la poursuite par équipes
- Asuncion 2022
  -  Médaillée d'argent de la poursuite par équipes

### Jeux bolivariens
- Santa Marta 2017
  -  Médaillée d'argent de la poursuite par équipes

### Championnats nationaux
- Championne du Venezuela de la course aux points en 2012, 2013
- Championne du Venezuela du scratch en 2012
- Championne du Venezuela de l'omnium en 2013